# Johannes Fisch
Johannes Fisch (* 23. Mai 1757 in Herisau; † 8. Oktober 1819 ebenda; heimatberechtigt in Herisau) war ein Schweizer Kaufmann, Philanthrop und Chronist und Mitglied des Kleinen Rats aus Kanton Appenzell Ausserrhoden.

## Leben
Johannes Fisch war ein Sohn des Christoph Fisch und der Anna Catharina Lienhart. Im Jahr 1793 heiratete er Anna Elisabeth Enz, Tochter des Hans Conrad Enz, Müller im Kubel. Johannes Fisch war ein wohlhabender Kaufmann im Haus Baumgarten in Herisau. Ab 1797 war er Mitglied der Kommission zur Landbuchrevision. Bei Anhängern und Gegnern der Französischen Revolution genoss Johannes Fisch ungeteilte Achtung. Er selbst hielt aber Distanz zur ausserrhodischen Revolutionspartei.
Johannes Fisch versah von 1798 bis 1803 das Amt des Kantonsrichters im Kanton Säntis. Er war von 1803 bis 1812 Landesfähnrich. Ab 1812 bis 1816 war er Landeshauptmann und von 1816 bis 1818 Landesseckelmeister. Ab 1803 verlagerte er seine Haupttätigkeit auf gemeinnützige Aktivitäten in Herisau, wo er 1807 die Hülfsgesellschaft und 1814 die Wohltätige Gesellschaft initiierte. 1809 war er Mitgründer der ersten Privatrealschule und 1816 des neuen Waisenhauses. Dieses verwaltete er bis 1819. Eine Gesellschaft zur Urbarmachung des ortsbürgerlichen Nordhaldenguts entstammte 1816 seiner Initiative. 1817 präsidierte er die Suppenanstalt. Ab 1809 war Johannes Fisch Mitglied der Schweizerischen Gemeinnützigen Gesellschaft und der Zürcher Hülfsgesellschaft. 1817 trat er der Schweizerischen Gesellschaft für Naturwissenschaften bei. Er war Verfasser des achtbändigen Manuskripts Chronik oder Beschreibung des Cantons Appenzell der äussern und innern Rooden 1732-1818.

## Werke
- Aufsatzsammlung 1770 bis 1810 im Gemeindearchiv Herisau.
- Chronik von Appenzell Appenzell Ausserrhoden und Innerrhoden, 1732-1819, achtbändig, Original, im Staatsarchiv Appenzell Ausserrhoden.
- Chronik von Appenzell Appenzell Ausserrhoden und Innerrhoden, 1732-1819, siebenbändig, Abschrift, in der Kantonsbibliothek Appenzell Ausserrhoden.